# Panulirus interruptus
La langosta roja de California (Panulirus interruptus) es una especie de crustáceo de la familia Palinuridae.

## Descripción
Generalmente mide unos 30 cm de longitud, pero puede alcanzar hasta 60 cm. Los machos pueden llegar a pesar hasta 12 kilogramos. Por encima es de color rojo pardusco, sin las bandas más pálidas o manchas vistas en algunas otros langostas. Las patas son de un color similar, pero con una o más rayas delgadas a lo largo.
En él destacan dos ojos protuberantes protegidos por sendas proyecciones espinosas. Tiene 10 patas.

## Comportamiento
Los adultos son nocturnos y migratorios, que viven entre las rocas a profundidades de hasta 65 m y se alimentan de erizos de mar, almejas, mejillones y gusanos. La dieta de los juveniles es muy variada, pero comprende principalmente anfípodos e isópodos, junto con las algas coralinas y plantas Phyllospadix. Cuando los encuentran, prefieren comer cangrejos.

### Reproducción
Las hembras alcanzan la madurez sexual entre los 5 y 7 años de edad y los machos entre los 3 y 6 años. Después del apareamiento, los huevos fertilizados se desarrollan en los pleópodos. Las hembras pueden transportar hasta 680 mil huevos, que eclosionan después de 10 semanas en larvas planctónicas filosomas. Estas se alimentan de plancton, antes de la metamorfosis en el estado juvenil. La serie completa de once mudas larvarias lleva aproximadamente 7.5 meses, cuando completa su desarrollo larval, ocurre una metamorfosis transformándose en puerulo, que es una etapa transicional entre el estadio planctónico y el bentónico. El puerulo es un estadio de vida específico de las especies que pertenecen a la familia Palinuridae.